# Pianello Vallesina
Pianello Vallesina is een plaats (frazione) in de Italiaanse gemeente Monte Roberto.